# St. Antonius (Berg)

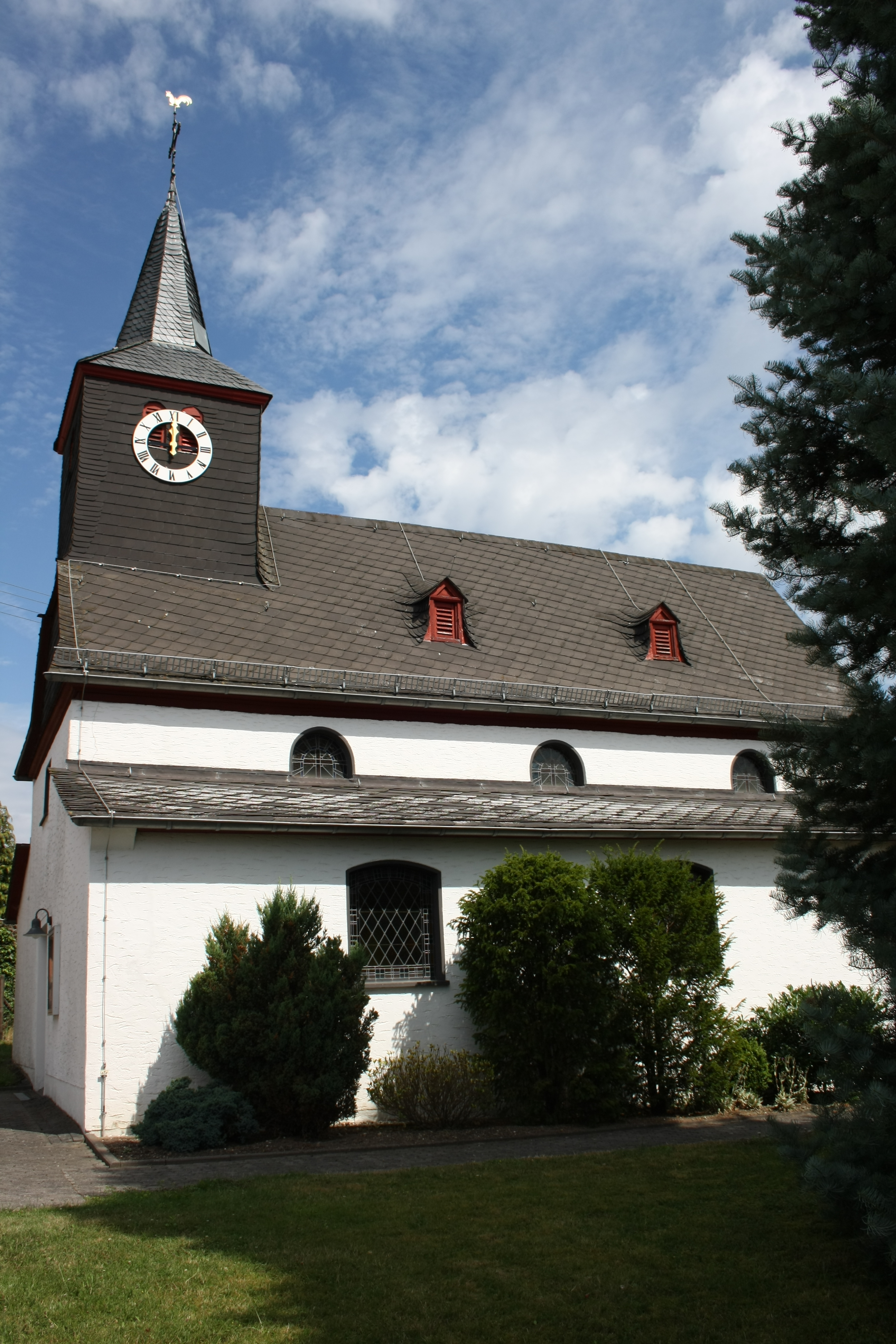
Kirche St. Antonius in Berg

St. Antonius in Berg, einer Ortsgemeinde im Landkreis Ahrweiler in Rheinland-Pfalz, ist eine katholische Kirche aus dem 18. Jahrhundert. Sie ist ein geschütztes Kulturdenkmal.
Der aus verputztem Bruchstein errichtete Saalbau hat einen dreiseitigen Chorschluss. Die Kirche wurde 1931 östlich erweitert und im Chorscheitel eine Sakristei angebaut. Eine weitere Vergrößerung erfolgte 1948/49.
Die Bleiglasfenster sind schlicht gehalten. Ein vierseitiger verschieferter Dachreiter mit achtseitigem Helm sitzt auf dem Westende des Satteldachs.